# 마쓰다이라 지카타다
마쓰다이라 지카타다(松平親忠, 1431년 ~ 1501년 9월 22일)는 마쓰다이라씨 제 4대 당주이다.
3대 당주 노부미쓰의 셋째 아들(둘째 아들이라고도 함)이며 어머니는 확실하지 않다. 1431년(에이쿄 3년)에 태어난 지카타다의 아명은 다케치요(竹千代, 다케와카마루竹若丸라고도 함), 통칭은 지로사부로(次郎三郎)이다. 정실은 가모군(加茂郡) 야나미(矢並, 아이치현 도요타시)의 스즈키 시게카쓰(鈴木重勝)의 딸이다. 관위는 종오위하, 사쿄노스케(左京亮), 사쿄다유(左京太夫).

## 생애
1467년(오닌 원년), 오와리국 시나노(品野), 미카와 이보(伊保)의 병사와 이다노(井田野, 아이치 현 오카자키시)에서 싸워서 격퇴했다. 1470년(분메이 2년)에는 마쓰다이라 씨의 씨신으로서 이가 하치만 궁(伊賀八幡宮)을 세우고, 1475년(분메이 7년)에는 보리사로서 야하기가와(矢作川) 동안의 가모다(鴨田, 아이치 현 오카자키 시 가모다 정)에 다이쥬지(大樹寺)를 창건했다. 이것은 본거지였던 안쇼에 적합한 곳이 없고, 가모다에 지카타다의 영지가 있었기 때문이라고 한다. 1487년(죠쿄 원년)에는 누카타군 아소 성(麻生城)을 공략하고, 아버지 노부미쓰의 사후에는 출가하여 니시츄(西忠)라 칭했다.
1493년(메이오 2년) 음력 10월에는, 가모 군 이보의 미야케 씨(三宅氏), 고로모(挙母)의 쥬죠 씨(中条氏), 데라베(寺部)의 스즈키 씨, 야쿠사(八草)의 나스 씨(那須氏), 헤키카이 우에노(上野)의 아베씨(阿部氏) 등으로 구성된 가모 헤키카이 고쿠진(国人) 연합군이 이와즈 성(岩津城)을 탈취하고, 오카자키성을 공략하기 위해 야하기가와를 건너서 이다노에 밀려들지만, 지카타다는 싸워서 이를 격파한다. 이 때, 노부미쓰의 적남 슈리노스케 지카나가(修理亮親長)는 죽고, 대군에게 공격당한 마쓰다이라 종가인 이와즈 마쓰다이라 가의 소모는 현저하여, 점차 이와즈 마쓰다이라 가는 마쓰다이라 일족을 통솔하는 위치에서 멀어지게 된다. 결국 이 이다노 전투에서 무명을 떨친 지카타다를 시조로 하는 안쇼 마쓰다이라 가가 이 후, 마쓰다이라 일족의 주류가 되어 간다. 또 전투 직후 헤키카이 군 남부의 여러 가문은 모두 안쇼 마쓰다이라 가에 복속했다.
지카타다는 1496년(메이오 5년)에 가독을 둘째 아들인 나가치카에게 양도한다(적남 노리모토乗元는 오규 마쓰다이라大給松平를, 노리키요乗清는 다키와키 마쓰다이라滝脇松平를 칭하여 분가했다).
지카타다는 1501년(분키 원년 8월 10일), 다이쥬지에서 죽었다. 향년 71세였으며, 묘는 다이쥬지에 있다. 법호는 송안원전태윤서충(松安院殿太胤西忠).

## 가독 계승에 관한 이설
지카타다의 가독 계승에 관해서는 이설이 있다. 아버지 노부미쓰가 살아있던 1471년(분메이 3년)에 가독을 계승하여 안쇼 성(安祥城) 성주에 취임했다는 설과, 노부미쓰가 죽고 난 뒤에 가독을 이어 안쇼 성주가 되었다고 하는 설이 있다.
후자의 설에서는 지카타다가 셋째 아들인데다가 치적은 별로 알려지지 않아 정말로 가독을 계승했는지 아닌지 의문시하고 있다.
《미카와 이야기(三河物語)》에서는 아버지 노부미쓰는 장남(이름은 기재되어 있지 않음)에게 가독을 양도했다고 하며, 지카타다는 분가의 위치에 있는 존재에 지나지 않았다고 한다. 하지만 후에 지카타다의 계통에서 마쓰다이라 기요야스와 도쿠가와 이에야스 등 마쓰다이라 씨를 대표하는 인물이 나타났기 때문에, 지카타다가 제 4대 당주로 취급되어 왔다고 말한다.